# La Falda (San Juan)
La Falda es una localidad del Departamento Jáchal, Provincia de San Juan, Argentina.

## Población
Cuenta con 56 habitantes (Indec, 2001). Se la incluye dentro del centro urbano de Pampa Vieja, cuya población total es de 566 habitantes (Indec, 2001).